# Víxkov
Víxkov (en rus: Вышков) és un poble (un possiólok) de l'óblast de Briansk, a Rússia, segons el cens del 2021 tenia 2.497 habitants. Pertany al districte de Zlinka.